# بينغ شين
بينغ شين (بالصينية: 冰心) هي مترجمة وكاتِبة وشاعرة صينية، ولدت في 5 أكتوبر 1900 في Gulou, Fuzhou ‏ في الصين، وتوفيت في 28 فبراير 1999 في بكين في الصين.

## وصلات خارجية
- بينغ شين على موقع الموسوعة البريطانية (الإنجليزية)